# Aida Hadžialić
Aida Hadžialić je švedska političarka i članica Socijaldemokrata. Obavljala je dužnost ministarke za srednju školu, obrazovanje i obuku odraslih od 3. oktobra 2014. do ostavke 15. avgusta 2016. Pre nego što se pridružila vladi, bila je zamenica gradonačelnika grada Halmstad u Halandskom okrugu, u periodu od 2010. do 2014. godine.

## Biografija
Rođena  je u Foči, 21. januara 1987. godine. U vreme ratnih dešavanja u Bosni i Hercegovini tokom devedesetih godina prošlog veka, Aidina porodica je emigrirala u Švedsku. Aida je magistrirala pravo na Univerzitetu u Lundu u Švedskoj. Godine 2014. započela je studije na Ekonomskom fakultetu u Stokholmu pre nego što je postala član Vlade.
Podnela je ostavku na mesto ministra 13. avgusta 2016. godine, posle posete Kopenhagenu, nakon čega je vozila malo iznad dozvoljene granice alkohola na švedskom Eresundskom mostu koji povezuje gradove Kopenhagen u Danskoj i Malme u Švedskoj. Kontrola je pokazala 0,2 promila što je tačno na granici po švedskom zakonu. Aida se međutim legalno vozio danskom stranom mosta, jer je po danskim propisima dozvoljeno 0,5 promila alkohola. Zbog ovoga je švedsko tužilaštvo izreklo novčanu kaznu u iznosu od 4.670 dolara.
Ona je mnogo puta izabrana za jednog od najtalentovanijih mladih lidera u Švedskoj.
Ona trenutno vodi konsultantsku firmu specijalizovanu za globalne poslove, Nordic Vest Office, koju je osnovala sa svojim poslovnim partnerima. Takođe je savetnik u kompaniji BMV Foundationn.
Od 7. septembra 2019, ona je lider opozicije u okrugu Stokholm.
Govori tečno švedski, engleski, bošnjački, hrvatski i srpski jezik.